# Limnonectes longchuanensis
Espèce
Limnonectes longchuanensis est une espèce d'amphibiens de la famille des Dicroglossidae.

## Répartition
Cette espèce se rencontre en Chine au Yunnan dans les xians de Longchuan et de Yingjiang et en Birmanie dans les États Kachin et Chin et la région de Sagaing.

## Étymologie
Son nom d'espèce, composé de longchuan et du suffixe latin -ensis, « qui vit dans, qui habite », lui a été donné en référence au lieu de sa découverte, le xian de Longchuan.

## Publication originale
- Suwannapoom, Yuan, Chen, Hou, Zhao, Wang, Nguyen, Murphy, Sullivan, McLeod & Che, 2016 : Taxonomic revision of the Chinese Limnonectes (Anura, Dicroglossidae) with the description of a new species from China and Myanmar. Zootaxa, no 4093(2), p. 181–200.